# ヒシャルジ・カンジド・コエーリョ
ヒシャルジ（Richard）ことヒシャルジ・カンジド・コエーリョ（ポルトガル語: Richard Candido Coelho、1994年2月18日 - ）は、ブラジルのサッカー選手。ポジションはMF。

## クラブ歴
コメルシアウ-SPの下部組織出身。アトレチコ・ソロカーバを経てSCアチバイアに移籍し、期限付き移籍でフルミネンセFCに加入した。2018年2月にフルミネンシは完全移籍で彼を獲得。翌2019年にはSCコリンチャンス・パウリスタに完全移籍したが、同年にCRヴァスコ・ダ・ガマに期限付き移籍。翌2020年7月21日にはアトレチコ・パラナエンセに2年半契約、レンタル料50万ユーロで期限付き移籍した。